# Otideopsis kaushalii
Otideopsis kaushalii är en svampart som först beskrevs av J. Moravec, och fick sitt nu gällande namn av J. Moravec 1988. Otideopsis kaushalii ingår i släktet Otideopsis och familjen Pyronemataceae.   Inga underarter finns listade i Catalogue of Life.